# Дибровый
Дибровый — посёлок в Кашарском районе Ростовской области.
Входит в состав Поповского сельского поселения.

## География

### Улицы
- ул. Дружбы,
- ул. Зелёная,
- ул. Речная,
- ул. Садовая,
- ул. Центральная,
- пер. Луговой.

## История
История посёлка Дибрового берет свое начало от села Подтелково. Территории, на которых был построен посёлок, были переданы Екатериной II генералу Кожухову. Генерал на берегу реки Яблоновой построил себе поместье, вокзал и мельницу. Была открыта первая школа, в которой получали образование крестьянские дети. У Кожухова были планы на строительство железной дороги, но они изменились в связи с событиями 1917 года. В это же время перестала функционировать школа. После смерти генерала Кожухова его собственность перешла в наследство его жене. В поместье числилось 200 верблюдов, 100 коров, 12000 овец и больше 200 лошадей. В 1924-1925 году на этой территории уже работал совхоз, а при нем функционировал сельскохозяйственный техникум.
По состоянию на 1942 год совхоз был оккупирован немецкими солдатами, и в том же году освобожден. В 1960 году к совхозу были присоединены совхозы «Победа» и «Киров». В 1961 году местная школа стала восьмилетней. В 1969 году из совхоза были выделены села Поповка и Каменка, назван был совхоз в честь Федора Подтелкова – первого Донского председателя Советской Республики. В 1970-х годах в этом месте появилась детская школа и сад, были построены Дом культуры, баня и медпункт. В 1974 году была построена новая школа.
Указом ПВС РСФСР от 24 февраля 1988 года поселку центральной усадьбы совхоза им. Подтелкова присвоено наименование посёлок Дибровый.

## Население
| 2010 |
| ---- |
| 687  |